# The American Beauty
The American Beauty é um filme de drama mudo norte-americano de 1916, dirigido por William Desmond Taylor e estrelado por Myrtle Stedman. É agora um filme perdido.

## Elenco
- Myrtle Stedman - Ruth Cleave, Sra. Marin Ellsworth
- Elliott Dexter - Paul Keith
- Howard Davies - Herbert Lorrimer
- Jack Livingston - Martin Ellsworth
- Adelaide Woods - Sra. Cleave
- Edward Ayers - Cleave